# کلود کارلن
کلود کارلن (فرانسوی: Claude Carlin‎؛ زادهٔ ۱۷ ژانویهٔ ۱۹۶۱) دوچرخه‌سوار اهل فرانسه است.